# 大堀尾
大堀尾，是臺灣嘉義縣水上鄉的一個傳統地域名稱，位於該鄉西側主體部分的中部略偏西北地帶。相較於今日行政區，其範圍大致包括粗溪村西部邊界地帶中間兩段、大堀村不含西北部及西南部。

## 歷史
台灣日治初期，大堀尾地區為一街庄（舊制街庄），稱為「大堀尾庄」，隸屬於柴頭港堡。該庄北邊西段與下塗溝庄為鄰，北邊東段及東邊北段與巷口庄為鄰，東邊南段與粗溪庄為鄰，東南邊、南邊及西南邊為十一指厝庄，西邊為大崙庄。
1901年（日治明治三十四年）11月11日，全台設置二十廳，該庄隸屬於嘉義廳。1904年（明治三十七年）2月15日，該庄編入「柴頭港區」，隸屬於嘉義廳。1909年（明治四十二年）10月25日，全台整併二十廳為十二廳，該庄仍隸屬於嘉義廳。1910年（明治四十三年）1月18日，各區管轄區域調整，該庄改隸屬於嘉義廳的「水堀頭區」。
1920年（大正九年）10月1日，全台廢十二廳改設五州二廳，該庄改制為「大堀尾」大字，隸屬於臺南州嘉義郡水上庄（新制街庄）。
戰後水上庄改制為水上鄉，隸屬於臺南縣，大字亦改制為村。1950年（民國39年）10月，雲、嘉、南分治，水上鄉改隸屬於嘉義縣。

## 聚落
本地區發展較早的聚落有大堀尾、江竹仔腳等，在日治期初期的官方地圖上已有記載。其後因興建嘉義機場，老店聚落已拆遷。

## 交通
縣道168號又稱「嘉朴公路」，是東石至中庄的道路，經過本地區江竹仔腳、大堀尾兩個聚落的北郊。由該道路西行可前往太保市、朴子市、東石鄉，並止於東石市區；東行可前往水上鄉水上市區，並止於中庄的縣道165號轉角路口。
鄉道嘉40線是後寮至柳仔林的道路。
鄉道嘉40-1線是江竹仔腳至南和的道路。